# Peter Artedi

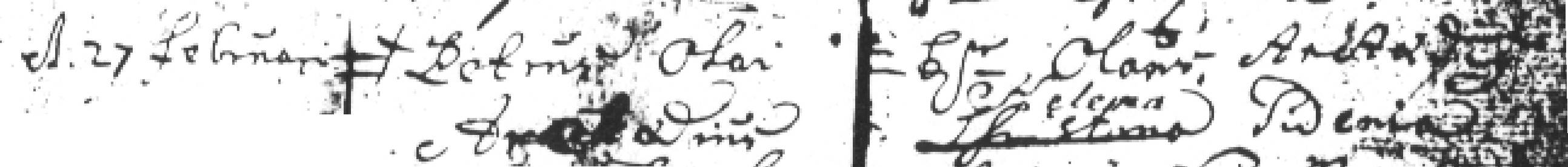
Bildbevis på Peter Artedis födelsedag, hämtad ur födelsebok för Anundsjö (Anundsjö Födelse- och dopbok. C/1).

Peter Artedi, även latiniserat Petrus Arctædius, född 27 februari 1705 i Anundsjö, död 27 september 1735 i Amsterdam genom drunkning, var en svensk biolog, som kallas iktyologins fader. Artedi lade, tillsammans med Carl von Linné, grunden till den moderna nomenklaturen inom biologin och den moderna systematiken.

## Biografi

### Uppväxten
Släktnamnet Artedi är en omformning av Arctædius, det släktnamn som upptogs av Peter Artedis farfar Petrus Martini Arctædius, en bondson från Ytterhiske som blev kyrkoherde i Nordmaling och komminister i Umeå landsförsamling. Hans hustru Anna Olofsdotter Grubb tillhörde Bureätten. Fadern Olaus Arctædius (1670–1728) var adjunkt hos farfadern i Nordmaling och sedan komminister i Anundsjö där sonen Petrus och hans två systrar föddes, samtliga i faderns andra äktenskap, med Helena Sidenia, dotter till komministern i Grundsunda Petrus Sidenius (1592–1666) från Sidensjö, och lantmätaredottern Maria Mört. Komministerbostället där Petrus Artedi föddes ska enligt muntlig tradition ha varit beläget i byn Norrmesunda. Familjen torde sedan ha flyttat till byn Näs, eftersom komminister Hr Olof och hustrun finns upptagna under Näs i kommunionlängden för 1708 (Kommunionbok 1708, Anundsjö L I/1). Farfadern hann bli jubelpräst (präst i femtio år) innan Karl XII beviljade att Olaus Archtaedius efterträdde honom som kyrkoherde 1716. Petrus Artedi var då elva år. I hemmet i Nordmalings prästgård bodde förutom föräldrarna systrarna Lisken och Anna Maria, två fastrar till fadern och faderns båda åldersstigna föräldrar. Fadern drogs under sin nya befattning in i några pinsamheter Han sägs bland annat ha blivit varnad av biskopen för sitt umgänge med äventyrerskan Maja Stina Fröhling. Han ska ha uppträtt "skandalöst" tillsammans med henne och försörjt henne med kyrkans medel. Saken undersöktes av Svea hovrätt, och han avled kort därpå, 1728.

### Syskonen
Olaus och Helena fick fem barn, varav tre nådde vuxen ålder. Systern Anna Maria var äldst. Peter var mellanbarnet och Elisabeth var yngst.
Anna Maria gifte sig med handlaren Peter Biur i Umeå, Elisabeth med kyrkoherden Jonas Liungberg i Umeå. Det är sina svågrar Artedi ber om ekonomisk hjälp i samband med sin utlandsresa i september 1734.

### Skoltiden

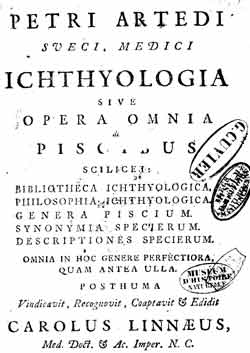
Försättsbladet till Artedis postumt utgivna verk Ichthyologia sive opera omnia de piscibus.

Samma år fadern tillträdde tjänsten som Nordmalings kyrkoherde började den ende sonen Petrus Artedi i Härnösands gymnasium. Efter att i femte klass ha blivit primus fick han hoppa över en årskurs vilket hände en gång till under gymnasietiden. Han skrevs in vid Uppsala universitet den 30 oktober 1724 med namnet Petrus Archtædius, och valde till skillnad från fäderne- och mödernesläkten naturvetenskapen som sitt huvudstudium och inte teologin. Efter några pliktskyldiga terminer i de teologiska och filosofiska ämnena, började han vid medicinska fakulteten. I direkt anslutning till faderns skandal 1728 och med anledning av dennes nära därefter förestående död, återvände han till Nordmaling. Han passade under vistelsen på att studera bygdens flora. När han återkom till Uppsala började han kalla sig Artedi. Samma år lärde han känna den några år yngre Carl von Linné, som hört talas om hans intelligens och kunnighet. Frågan om hur vittgående Artedis betydelse för Linnés utveckling var, kommer på grund av källäget alltid att vara förlorat, men av Linnés egna skrifter och genom jämförelser av deras verk står det klart att Artedis påverkan var mycket stor, något som Linné erkänner utan omsvep. Deras bekantskap var också intensiv på det personliga planet, och detta skriver Linné själv i sin levnadsteckning över honom. Exempelvis föreligger inte längre någon illustration eller annan målning över Artedi, men Linné beskriver honom som "reslig till växten, magerlagd och med långt svart hår, till utseendet ganska lik John Ray, mycket försynt men med ett, om än icke brådstörtat, dock raskt, på en gång stadigt och moget omdöme; en man av gammaldags tro och heder".
I minnesskriften från 1905 utvecklar Einar Lönnberg Linnés beskrivning med ord som sävlig, sen, allvarsam, tungsint - och därmed en skarp kontrast till Linné som karaktäriserat sig själv som liten, yr, hastig, kvick.

### I Nordmaling
Under året i Nordmaling sammanställde Artedi verket Nordmalings flora, där han systematiserar bygdens växter i klasser och delningar, i träd och buskar, samt örter och gräs. Blommor klassificeras efter deras form, antal kronblad och fröhusens utseende. Verket var färdigt och daterades den 24 februari 1729, och Gunnar Eriksson har i Botanikens historia i Sverige intill år 1800 hävdat att Linnés klassifikation i mycket liknar Nordmalings flora; Linnés Hortus uplandicus tillkom året efter Nordmalings flora. Artedi var även den som inspirerade Linné till dennes Lapplandsresa.

### En allmänkunnig forskare
Ett Linnécitat belyser Artedis omfattande lärdom:
"Han var synnerligen väl hemma i humaniora samt i modärna språk, lärd filosof och med solida kunskaper i medicinen, han förstod att om allt möjligt med skarpt omdöme och en djupgående lärdom hålla de allra angenämaste föredrag så att ingen skildes från hans sällskap utan att erkänna honom vara värd aktning."

### Englandsresan
Artedis ekonomi hade på grund av faderns yrke aldrig varit särskilt god, men efter att fadern avled blev tiderna svårare. År 1732 fick han ett stipendium att resa utomlands. Han begav sig till England 1734, en resa som enligt Linné bekostades av hans båda svågrar som var borgare i Stockholm. Under sin vistelse i London träffade Artedi medlemmar av Royal Society, inte minst Sir Hans Sloane och fick tillfälle att examinera många fiskarter han tidigare inte sett. En del kunde han köpa på fiskmarknaderna, andra såg han i krogkök (han nämner flera vid namn).

### Den sista tiden
I slutet av juli 1735 avreste en inte alltför förmögen Artedi till Holland i syfte att bli doktor. Den 8 juli träffade han Linné i Leyden, som hjälpte honom att få anställning hos zoologen och apotekaren Albert Seba i Amsterdam. Artedis tjänst bestod i att skriva om Sebas fisksamling i dennes privata förteckning över sina samlingar.  Linné befann sig i Amsterdam kort före den 27 september för att diskutera sin opublicerade Fundamenta Botanica med Artedi, som å sin sida visade Linné sina två verk Bibliotheca Ichthyologica och Philosophia Ichtyologia. Linné återvände sedan till George Clifford och hans trädgård i Hartecamp. På kvällen den 27 september var Artedi bjuden på middag hos Seba, man åt och drack gott. På väg hem i nattmörkret föll Artedi ner i en kanal och drunknade. Hans döda kropp hittades den 28 september. Linné återkom i hast till Amsterdam, deltog i begravningen den 2 oktober på S:t Antonius kyrkogård, och försökte uppfylla det löfte de två vännerna givit varandra året innan: att vårda den andres forskningsresultat. Artedis hyresvärd ville behålla hans manus som säkerhet för upplupen hyra. Seba hade aldrig betalat ut någon lön och var ovillig att satsa pengar i manuskriptet.  Artedis släktingar och George Clifford bidrog i stället, varefter Linné fick manuset efter att Clifford låtit kopiera det för egen räkning. Linné och hans assistenter bearbetade därefter manuset till tryckfärdigt skick.

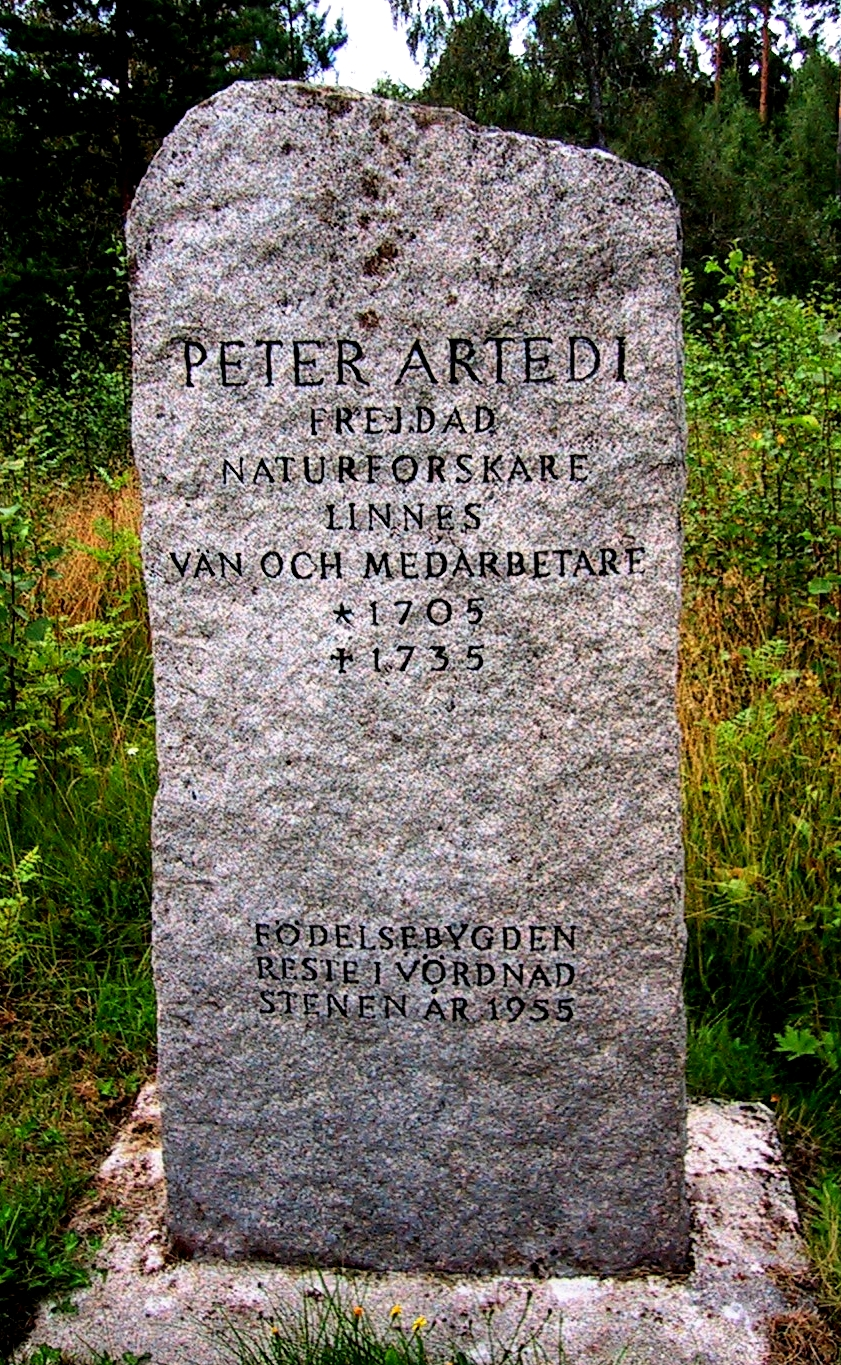
Minnessten över Peter Artedi vid Bredbyns hembygdsgård.

### Eftermälen
| ” | Peter Artedi föddes 1705 och dog 1735. Trots sitt korta liv lämnade han ett grundläggande bidrag till studiet av fiskar. Från hans bidrag har mycket av den moderna iktyologin utvecklats. Alwyne Wheeler | „ |

| ” | Here lies poor Artedi, in foreign land pyx'd. Not a man nor a fish, but something betwixt, Not a man, for his life among fishes ha past, Not a fish, for he perished by water at last. Minnesord av George Shaw | „ |

År 1738 trycktes Philosophia Ichthyologia i Leyden med Linné som utgivare. Artedi var med detta verk den förste som utredde släktskap mellan arter i zoologin, och den förste som skilde mellan art och varietet. Verket är också det första som ställer upp nomenklaturregler för djur. Först 1934 publicerades ett oavslutat verk av Artedi, av Orvar Nybelin, där denne systematiserar däggdjur.
En ny svensk översättning av Artedis Ichthyologia utgavs 2022  av Kungl. Skogs- och Lantbruksakademien.